# Robinsonliste
Eine Robinsonliste ist eine Schutzliste mit Kontaktdaten von Personen, die keine unaufgeforderte Werbung erhalten wollen. Sie dienen dem Verbraucherschutz vor unerwünschter Werbung via Briefpost, E-Mail, Mobiltelefon, Festnetztelefon und Telefax und dem Direktmarketing zur besseren Eingrenzung der Zielgruppe.
Der Name Robinsonliste ist im Anklang an die Geschichte der Romanfigur des Robinson Crusoe gewählt, der viele Jahre einsam auf einer abgelegenen Insel verbrachte, ohne Verbindung zur Außenwelt.

## Zwecke
Unerwünschte Werbung kann für Bürger eine Belästigung darstellen. In Deutschland folgt aus dem allgemeinen Persönlichkeitsrecht auch das Recht, in Ruhe gelassen zu werden; Briefwerbung ist wettbewerbs- und zivilrechtlich unzulässig, wenn erkennbar ist, dass der Adressat diese nicht wünscht. Indem sich jemand in eine Robinsonliste einträgt, signalisiert er den an dem Verfahren teilnehmenden werbetreibenden Unternehmen, dass er Werbung generell oder eine bestimmte Form von Werbung ablehnt. Es handelt sich hierbei um einen sogenannten Opt-out.
Werbetreibende verbinden mit dem Verfahren Vorteile im Marketing. Sie können Personen, sogenannte „Werbeverweigerer“, aus dem Adressatenkreis ausschließen, bei denen die Werbung voraussichtlich nutzlos ist und womöglich sogar eine Form von Widerstand – etwa die Wahrnehmung ihres Auskunftsrechts – gegen den Werbetreibenden auslösen könnte.
Die Werbebranche fürchtet restriktivere Gesetzgebung, die zum Beispiel die Zusendung von Werbung nur nach vorheriger Zustimmung des Betroffenen erlaubt (→ Opt-in). Laut den Wirtschaftswissenschaftlern Willy Schneider und Alexander Hennig wollte die Werbebranche in Deutschland mit der Einrichtung der Robinsonliste im Jahr 1971 durch diese freiwillige Selbstbeschränkung auch eine strengere Regelung des Gesetzgebers vermeiden. Mit der Listenbezeichnung verglich die Werbewirtschaft die Eingetragenen, die den Empfang von Werbung verweigerten, missbilligend mit dem auf seiner Insel vereinsamten „Robinson“.

## Schutzwirkung von Werbeverboten und Robinsonlisten
Ein allgemeines Werbeverbot ist gesellschaftlich kaum möglich. Die Direktwerbung dagegen kann politisch beschränkt werden, alle oder zumindest einige vom Bürger bereitgestellte Kommunikationskanäle dürfen dann nicht für unverlangte Werbung verwendet werden. Eine Schutzebene darunter liegen die Robinsonlisten mit der namentlichen Sperre einzelner Konsumenten.
Problematisch ist die Durchsetzung der Gesetze gegen Spammer, die aus dem Ausland operieren.
Die Wirkung von Robinsonlisten ist ebenfalls begrenzt. Nicht alle Werbeversender sind Mitglied der Robinsonlisten führenden Vereine oder Verbände oder halten sich an die freiwillige Verpflichtung, insbesondere nicht solche, die ihren Firmensitz im Ausland haben.
Erschwerend kommt hinzu, dass bei einem verdeckt gehaltenen Absender (Rufnummernunterdrückung/Fälschung) der Störer nur schwer bestimmbar ist.

## Wirkungsweise
Schutzlisten gibt es in vielen Ländern, sie werden meist durch die Privatwirtschaft finanziert oder mitfinanziert und von werbenden Unternehmen, von Verbraucherschutzvereinen und von Verbänden der Werbewirtschaft geführt. Der Eintrag in eine Robinsonliste ist kostenlos.
Die Unternehmen verpflichten sich, dem Wunsch der registrierten Verbraucher nach Werbefreiheit nachzukommen und in keiner Form kommerziell Kontakt zu ihnen aufzunehmen. Robinsonlisten bewahren unter anderem Unternehmen davor, bei gekauften Daten für deren unerlaubte Verwendung kostenpflichtig abgemahnt zu werden. Wer nicht in der Robinsonliste steht, wird wohl auch nicht rechtlich gegen unerlaubte Werbung vorgehen. Robinsonlisten nutzen daher der werbetreibenden Industrie und den Verbrauchern.
Die technische Umsetzung in den Datenbanken der Firmensysteme erfolgt zumeist über eine Boolesche Variable, die bei der weiteren Verarbeitung innerhalb von Marketing-Kampagnen abgefragt wird und anzeigt, ob der zugehörige Kunde von einer solchen Kampagne ausgeschlossen werden will.
Die Schutzlisten funktionieren dabei in der Regel nach dem Alles-oder-nichts-Prinzip: Ein Verbraucher kann seine Adresse nur generell für Werbung sperren. In manchen Fällen können auch grob bestimmte Branchen ausgewählt werden. Das gezielte Zulassen von Unternehmen ist dagegen nicht möglich. Aufgrund der Funktionsweise von Robinsonlisten können sie außerdem keine unadressierte oder teiladressierte unerwünschte Werbung wie Postwurfsendungen verhindern – dafür können Nutzer allerdings entsprechende Aufkleber an ihrem Briefkasten anbringen.

## Kritik
Sollte eine Robinsonliste öffentlich werden, etwa durch einen Fehler oder eine Indiskretion, könnte die Wirkung dem gewünschten Ziel direkt entgegengesetzt sein, und die gelisteten Adressen könnten gezielt zur Werbung benutzt werden. Diese Gefahr wird vermindert, indem alle Daten verschlüsselt abgelegt werden und nur über spezielle Abgleichprogramme genau die Einträge ausgeworfen werden, die bereits im Datenbestand des Abgleichers vorhanden sind (und deaktiviert werden sollen).

## Deutschland
In Deutschland existieren derzeit die folgenden Robinsonlisten:
- Der Deutsche Dialogmarketing Verband e. V. (DDV) führt seit 1971 eine Robinsonliste für adressierte Werbebriefe. Die Eintragung, welche sowohl generell als auch nur für bestimmte Angebotsbereiche erfolgen kann, ist per Brief an PF 1454, 33244 Gütersloh, und online möglich.[9] Die Aufnahme in die Liste gilt für jeweils fünf Jahre, um Aktualität zu gewährleisten. Sie steht den werbetreibenden Unternehmen, die nicht Mitglied im DDV sein müssen, monatsaktuell zum Abruf zur Verfügung.[10] Die DDV-Robinsonliste umfasst rund 1,1 Millionen Einträge (Stand Mai 2021).[11]
- Der Interessenverband Deutsches Internet (I. D. I.) führt seit 1996 Robinsonlisten für E-Mail, Mobiltelefon, Telefon, Briefpost und Fax. Die Eintragung bzw. Erstellung eines Schutzkontos ist per Brief, Fax und online möglich.[12] Die Eintragung gilt unbegrenzt. Werbetreibende Unternehmen können durch IDI einen Online-Abgleich vornehmen lassen, dazu laden sie ihren abzugleichenden Adressbestand auf einer von IDI bereitgestellten Plattform hoch. Alternativ gibt es einen sogenannten Klardaten-Abgleich, zu dem der Werbetreibende eine Datenbank von IDI zur Verfügung gestellt bekommt.[13]

Der DDV bietet auch eine aus DDV-Robinsonliste und IDI-Liste „Werbeverweigerer Postmailings“ kombinierte Liste an, um den werbetreibenden Unternehmen den Aufwand der Prüfung gegen zwei Listen zu ersparen.
In Deutschland sind nach den §§ 3, 7 des Gesetzes gegen den unlauteren Wettbewerb unerwünschte telefonische Werbung ohne vorherigen Kundenkontakt (sog. „cold calls“) sowie das Versenden von Werbefaxen und Werbe-E-Mails ohne vorherige Zustimmung des Empfängers verboten. Weitergehende Gesetze werden gelegentlich in der Politik diskutiert. Der Datenschutz spielt eine große Rolle.

## Österreich
In Österreich existiert als Robinsonliste die sog. ECG-Liste nach dem E-Commerce-Gesetz. In diese Liste können sich Personen und Unternehmen kostenlos eintragen, die keine Werbe-E-Mails erhalten möchten. Es steht auch ein Formular auf der Homepage der RTR zur Verfügung, um einzelne E-Mail-Adressen oder ganze Domains einzutragen.

## Schweiz
Der SDV Schweizer Dialogmarketing Verband (SDV) führt eine Robinsonliste. – Diese Liste ist kostenlos und nur für Privatpersonen, die in der Schweiz wohnhaft sind. Es dauert. ca. 2–3 Monate, bis der Eintrag wirksam wird.

## Großbritannien
Im Vereinigten Königreich wird der Mailing Preference Service (Briefdienstangaben) von der Direct Marketing Association (Verband Direktmarketing) unterhalten. Im Vereinigten Königreich ist darüber hinaus die Medienaufsichtsbehörde (Ofcom / Office of Communications) auch zuständig für die Überwachung der Werbewirtschaft und finanziert zum Teil den Telephone Preference Service (Fernsprechdienstangaben). Angaben in diesen Datenbanken dienen zur Filterung von Adress- und Telefonlisten: die angeschlossenen Unternehmen verpflichten sich, die Eingetragenen nicht anzurufen oder anzuschreiben.

## Weitere Länder
- In Belgien, Dänemark und Spanien heißen die Listen wie im deutschsprachigen Raum Robinsonlisten (De Robinson-lijst / Robinsonlisten / La liste Robinson / Servicio de Lista Robinson).
- In Italien wird die Dienstleistung der Robinsonliste durch das Registro pubblico delle opposizioni (Öffentliches Widerspruchsregister) erbracht, das vom Ministerium für wirtschaftliche Entwicklung unterhalten wird.[20]
- In Neuseeland wird die Dienstleistung der Robinsonliste durch den New Zealand Name Removal Service (Namenlöschdienst Neuseelands) erbracht, der von der Marketing Association of New Zealand (Verband der Werbewirtschaft Neuseelands) unterhalten wird.

## Telefon-Robinsonlisten
- In Schweden heißt eine Robinsonliste für Telefon-Werbung Nix-Telefon.
- In den Niederlanden existierte unter dem Namen bel-me-niet („ruf mich nicht an“) eine Robinsonliste für Telefon-Werbung. Diese war bis zum 1. Juli 2021 aktiv. Seitdem ist Telefonwerbung in den Niederlanden nur noch auf Opt-in-Basis zulässig.
- In den USA gibt es das National Do Not Call Registry („nationales Ruf-nicht-an-Meldeamt“), das auf ein Bundesgesetz aus dem Jahr 2003 zurückgeht und von der Federal Trade Commission (der Verbraucherschutzbehörde) unterhalten wird.
- In Kanada gibt es eine ähnlich organisierte National Do Not Call List („nationale Ruf-nicht-an-Liste“), die von der Canadian Radio-television and Telecommunications Commission (der Medienaufsichtsbehörde) unterhalten wird.
- In Australien wurde 2006 die Einrichtung eines Do Not Call Register beschlossen, das durch die Australian Communications and Media Authority (die Medienaufsichtsbehörde) eingerichtet wird.